# Robin Stegmar
Dan Robin Stegmar, född 8 november 1974 i Allhelgonaförsamlingen i Lund, är en svensk skådespelare.

## Biografi
Stegmar är son till regissören Rino Brezina. 
Stegmar har medverkat i ett stort antal tv-serier, filmer och teaterföreställningar. 2003 tog han examen vid Teaterhögskolan i Göteborg. Han har uppmärksammats för sin medverkan 2001–2003 i en serie TV-reklamfilmer för ICA. Han är numera anställd på Göteborgs stadsteater. Han har medverkat i Allt eller inget, Albert Speer, Fångarnas dilemma, Leva loppan, Stitching, Kharmen och I rosens namn under sin tid på Göteborgs stadsteater. Under 2007 spelade han enmanspjäsen Produkten på Dramaten och Göteborgs stadsteater, som blev en stor framgång och som även spelades in för radioteater och TV. 
Han har tidigare arbetat på Teater Sörmland där han har medverkat i bland annat Trettondagsafton, Delete, Fool for Love, Scapinos skälmstycken, Djungelboken och Nyköpings Gästabud.
Sommaren 2009 spelade han huvudrollen i Kuta och kör i Mariebergskogen i Karlstad. Hösten 2009 spelade han Ett makalöst bröllop i bland annat Göteborg. Sommaren 2010 spelade han Zpanska flugan med bland andra Robert Gustafsson och Suzanne Reuter.
2010 var han med i teatern Vilken högoddsare, då han spelade maken Jesper. 
2011 spelade han Zpanska flugan på Chinateatern i Stockholm.
Sommaren 2012 syntes Stegmar på Vallarnas Friluftsteater i Falkenberg där han spelade Olof Harpinge i Campa i Klaveret.
Hösten 2013 spelade Stegmar huvudrollen i De 39 stegen som baseras på filmen De 39 stegen av Alfred Hitchcock som i sin tur är baserad på en roman av John Buchan. I övriga roller syntes Cecilia Forss, Peter Dalle och Morgan Alling.

## Filmografi
- 1996 – En fyra för tre (TV-serie)
- 2001 – Familjen (TV-serie)
- 2001 – En ängels tålamod (TV-serie)
- 2003 – Cleo (TV-serie)
- 2003 – Hannah med H
- 2003 – Solbacken: Avd. E
- 2004 – Orka! Orka! (TV-serie)
- 2005 – Steget efter
- 2005 – En decemberdröm (TV-serie)
- 2006 – Sanningen om Marika (TV-serie)
- 2006 – När mörkret faller
- 2008 – Den krossade tanghästen (TV-serie)
- 2008 – Vi hade i alla fall tur med vädret – igen
- 2008 – Patrik 1,5
- 2009 – Stormen (TV-serie)
- 2009 – Johan Falk (TV-serie)
- 2009 – Wallander – Indrivaren (TV-serie)
- 2012 – Pulver (TV-serie)
- 2013 – Familjen Holstein-Gottorp (TV-serie)
- 2018 – Morden i Sandhamn (TV-serie)
- 2018 – Springfloden (TV-serie)
- 2019 – Vår tid är nu (TV-serie)
- 2020 – Fullt hus (TV-serie)
- 2021 – Huss (TV-serie)
- 2021 – Max Anger – With one eye open (TV-serie)
- 2021 – Sagan om Karl-Bertil Jonssons julafton
- 2022 – Lust (TV-serie)
- 2022 – Bäckström (TV-serie)
- 2022 – Maskineriet (TV-serie)
- 2022 – Beck – Dödsfällan
- 2024 – The Pirate Bay (TV-serie)
- 2025 – Åremorden (TV-serie)

## Teater

### Roller (ej komplett)
| År   | Roll                         | Produktion                                                                         | Regi                  | Teater                   |
| ---- | ---------------------------- | ---------------------------------------------------------------------------------- | --------------------- | ------------------------ |
| 2001 |                              | Albert Speer David Edgar                                                           | Jasenko Selimović     | Göteborgs stadsteater    |
| 2001 |                              | Tro, hopp och kärlek (Glaube, Liebe, Hoffnung) Ödön von Horváth                    | Olof Lindqvist        | Göteborgs stadsteater    |
| 2003 |                              | Allt eller inget (The Full Monty) Terrence McNally och David Yazbek                | Åsa Melldahl          | Göteborgs stadsteater    |
| 2003 |                              | Fångarnas dilemma (The Prisoner's Dilemma) David Edgar                             | Jasenko Selimović     | Göteborgs stadsteater    |
| 2004 |                              | Cooking With Elvis Lee Hall                                                        | Staffan Aspegren      | Göteborgs stadsteater    |
| 2005 |                              | Lång dags färd mot natt (Long Day's Journey into Night) Eugene O'Neill             | Olof Lindqvist        | Göteborgs stadsteater    |
| 2006 |                              | Rosens namn (Il nome della rosa) Umberto Eco                                       | Jasenko Selimović     | Göteborgs stadsteater    |
| 2007 |                              | Den utvalda Mattias Andersson                                                      | Carolina Frände       | Göteborgs stadsteater    |
| 2007 | Rodrigo, markis av Posa      | Don Carlos (Don Karlos) Friedrich Schiller                                         | Eva Bergman           | Göteborgs stadsteater    |
| 2008 | Horatio                      | Hamlet William Shakespeare                                                         | Staffan Valdemar Holm | Dramaten                 |
| 2010 |                              | Ett makalöst bröllop – kärlek vid första överkastet (Perfect Wedding) Robin Hawdon | Christoffer Göransson | Halmstads Teater         |
| 2010 | Rudolf Valentin              | Zpanska flugan (Die spanische Fliege) Franz Arnold och Ernst Bach                  | Leif Lindblom         | Krusenstiernska gården   |
| 2011 | Rudolf Valentin              | Zpanska flugan (Die spanische Fliege) Franz Arnold och Ernst Bach                  | Leif Lindblom         | Chinateatern             |
| 2012 | Olof Harpinge                | Campa i klaveret Lars Classon, Per Andersson och Håkan Klamas                      | Lars Classon          | Vallarnas friluftsteater |
| 2013 | Jesper                       | Älskling, jag är visst gift (First things first) Derek Benfield                    | Christoffer Bendixen  | Krusenstiernska gården   |
| 2013 | Richard Hannay               | De 39 stegen (The 39 Steps) Patrick Barlow                                         | Emma Bucht            | Intiman                  |
| 2014 | Jarl Hasselbo Henry Hasselbo | Brännvin i kikar'n Lars Classon och Jojje Jönsson                                  | Lars Classon          | Vallarnas friluftsteater |
| 2015 |                              | Tresteg i snedsteg (Anyone for Breakfast?) Derek Benfield                          | Adde Malmberg         | Krusenstiernska gården   |
| 2016 | Konstapel Emil Grip          | Jäkelskap i kikar'n Lars Classon och Jojje Jönsson                                 | Ulf Dohlsten          | Vallarnas friluftsteater |
| 2017 |                              | Minns du mig? (Remember Me?) Sam Bobrick                                           | Pär Nymark            | Lisebergsteatern         |